# Esther Cordus
Esther Cordus (Zaandam, 1994) is een Nederlands korfballer. Ze speelt op het hoogste Nederlandse niveau korfbal, namelijk in de Korfbal League bij Koog Zaandijk. Daarnaast is Cordus ook speelster van het Nederlands korfbalteam en won ze al verschillende malen goud. Ze werd ook Nederlands kampioen met KZ in 2014.

## Carrière
Cordus speelt al sinds haar jeugd bij Koog Zaandijk. In 2012 debuteerde ze in de Korfbal League, op 18-jarige leeftijd.
In haar eerste seizoen speelde KZ de Europacup aangezien het in 2012 nog Korfbal League kampioen was geworden. KZ won deze Europacup van het Belgische Boeckenberg. In de league werd KZ 3e en speelde het play-offs. Deze play-offs werd echter verloren van Fortuna waardoor KZ genoegen moest nemen met de kleine finale in Ahoy. In deze wedstrijd werd er verloren van AKC Blauw-Wit en werd KZ uiteindelijk 4e van Nederland.
Haar tweede seizoen, 2013-2014 was een seizoen met twee gezichten. In de zaal werd KZ 5e en miste de play-offs. Op het veld werd echter de finale gewonnen van Fortuna met 17-15, waardoor KZ veldkampioen werd.
In seizoenen 2014-2015 en 2015-2016 haalde KZ de play-offs, maar in beide seizoenen werd de finale niet gehaald. Hierna volgde een lastige periode voor de club. Een aantal sterspelers stopten, zoals Tim Bakker en Rick Voorneveld en de club werd ingehaald. 
In 2016-2017, 2017-2018 en 2018-2019 werden de play-offs niet gehaald.
In seizoen 2020-2021 begon de competitie wat later dan normaal, vanwege COVID-19. Koog Zaandijk plaatste zich als 2e in Poule A voor de play-offs. In de eerste play-off ronde versloeg KZ in 2 wedstrijden DOS'46, waardoor de ploeg in de 2e play-off ronde terecht kwam (halve finale ronde). Hierin trof KZ de verdedigend kampioen Fortuna. In deze best-of-3 serie won Fortuna de eerste wedstrijd, maar KZ won de tweede. Hierdoor werd deze ronde beslist in de derde toernooi. Fortuna won deze laatste wedstrijd met 22-15, waardoor het seizoen voor KZ strandde in de play-offs.
In seizoen 2021-2022 stond KZ voor het tweede jaar op rij in de play-offs tegen Fortuna. KZ verloor de best-of-3 serie in 2 wedstrijden.
In seizoen 2022-2023 stond KZ na de reguliere competitie met 18 punten uit 18 wedstrijden op de 6e plek. Ze plaatsten zich niet voor de play-offs in dit seizoen.
Seizoen 2023-2024 werd een bijzonder seizoen voor KZ. Voor het seizoen begon kreeg de ploeg een kwaliteitsimpuls vanwege de komst van KV Groen Geel spelers Kevin Dik en Carlo de Vries. Hierdoor was de ploeg aardig versterkt ten opzichte van vorig seizoen. Gedurende het seizoen deed de ploeg het goed en na de 18 competitieduels eindigde de ploeg met 27 punten op de 4e plek. Hierdoor plaatste KZ zich voor de play-offs. Tegenstander in de play-off serie was titelfavoriet PKC.In de best-of-drie serie verloor KZ in 2 wedstrijden, waardoor de ploeg zich niet plaatste voor de zaalfinale.
Seizoen 2024-2025 werd een seizoen voor KZ zonder nacompetitie. In het zaalseizoen werd de ploeg 5e en miste op 2 punten na de play-offs. Ook in de veldcompetitie plaatste de ploeg zich niet voor de play-offs, waardoor het een seizoen werd in de middenmoot. Voor Cordus was dit ook individueel een tegenvallend seizoen - na 3 wedstrijden in de zaal raakte zij geblesseerd.

## Erelijst
- Ereklasse veldkorfbal kampioen, 1x (2014)
- Supercup veldkorfbal kampioen, 1x (2015)
- Europacup kampioen, 1x (2013)

## Oranje
In 2016 werd Cordus geselecteerd voor de Tulips, een Oranje gelegenheidsteam voor tijdens de Korfbal Challenge. Vanaf dat moment ging het hard met de internationale carrière van Cordus.
Vanaf 2017 is zij speelster van het Grote Oranje. Ze won namens Nederland goud op de volgende toernooien:
- World Games 2017
- EK 2018
- WK 2019
- EK 2021
- World Games 2022
- WK 2023
- EK 2024